# Gian Piero Scanu
Gian Piero Scanu (Telti, 30 novembre 1953) è un politico italiano, ex Sottosegretario di Stato alla Presidenza del Consiglio dei Ministri e alle Riforme e innovazioni nella Pubblica Amministrazione.
È stato Senatore per il PD nella XVI legislatura della Repubblica e Deputato nella XII e XVII. È stato anche sindaco di Olbia dal 1985 al 1994, per due mandati.

## Biografia
Nel 1962 si trasferì ad Olbia con la sua famiglia (sposato, ha due figli), nel 1984 si laureò in scienze politiche a Sassari; si avvicinò fin da adolescente alla politica (aderendo alla Democrazia Cristiana e venendo eletto consigliere comunale nel 1980) e di sindacato (diventando delegato di fabbrica della CISL).
Dal 1985 al 1994 fu sindaco di Olbia, dando vita nei primi anni ad un accordo con i partiti di centro e successivamente ad un'amministrazione di centrosinistra. Nel 1994 aderì al Partito Popolare Italiano ed al termine delle elezioni politiche dello stesso anno venne eletto deputato nazionale per la coalizione del Patto per l'Italia cui aderiva il PPI. In questa occasione la sua elezione è stata a suo modo abbastanza significativa in quanto è risultato uno dei 4 soli deputati eletti in tutta Italia dalla coalizione di centro nei collegi uninominali, unico in Sardegna (dove nemmeno Mario Segni riuscì ad imporsi a Sassari).
Successivamente è stato consigliere d'amministrazione prima dell'INPDAP e poi dell'Inps e ha aderito alla Margherita, diventandone segretario locale nella provincia di Olbia-Tempio (oggi soppressa).
Il 24 ottobre 2017, ha presentato il disegno di legge (C.4707) - Modifiche al decreto legislativo 3 aprile 2006, n. 152 -  in materia di tutela ambientale nei poligoni militari delle Forze armate.
Durante la sua presidenza, il 7 febbraio 2018, è stata approvata la relazione finale della Commissione parlamentare di inchiesta sugli effetti dell'utilizzo dell'uranio impoverito che, con dieci voti a favore e due contrari, ha riconosciuto il nesso tra l’esposizione all'uranio impoverito e le patologie, affermando che i militari italiani impegnati in Italia e nelle missioni all'estero «sono stati esposti a sconvolgenti criticità» sul fronte della salute e della sicurezza del lavoro, che hanno «contribuito a seminare morti e malattie».

## Gian Piero Scanu e l'attività istituzionale
Nella XII legislatura, alla Camera dei deputati, è stato membro del direttivo del gruppo parlamentare del PPI, segretario della 8ª Commissione permanente e componente delle commissioni ambiente e lavori pubblici, antimafia, terrorismo e stragi e commissione speciale d'inchiesta sul traffico illecito dei rifiuti.
Nella XV legislatura è stato Sottosegretario di Stato non parlamentare alle Riforme e Innovazioni nella pubblica amministrazione nel secondo governo Prodi.
Dal 21 giugno 2013 al 16 febbraio 2016 è stato membro della Commissione parlamentare di controllo sull'attività degli enti gestore di forme obbligatorie di previdenza e assistenza sociale oltre che membro della IV Commissione Difesa.
Dal 17 dicembre 2015 al 22 marzo 2018, ha ricoperto l'incarico di presidente della Commissione parlamentare di Inchiesta sugli effetti dell'utilizzo dell'uranio impoverito.

## Cronologia Incarichi
1980 - 1985: consigliere comunale presso il Comune di Olbia;
1985 - 1994: sindaco di Olbia;
1994: elezione alla Camera dei deputati;
1997 - 1999: consigliere di amministrazione dell'INPDAP;
1999 - 2003 / 2004 - 2006: consigliere di amministrazione all'INPS;
2006 - 2008: sottosegretario alle Riforme e all'innovazione nella pubblica amministrazione;
2008: senatore del PD (partito democratico);
2013 - 2016: Commissione parlamentare di controllo sull'attività degli enti gestore di forme obbligatorie di previdenza e assistenza sociale;
2015 - 2018: Presidente della Commissione Parlamentare di Inchiesta sugli effetti dell'utilizzo dell'Uranio Impoverito;